# هیکری (میسیسیپی)
هیکری (به انگلیسی: Hickory) شهرکی در ایالت میسیسیپی کشور ایالات متحده آمریکا است که جمعیت آن در سرشماری سال ۲۰۱۰ میلادی، ۵۳۰
نفر بوده‌است.